# Džankutaran
Džankutaran, Džankuntaran, Džankotaran, Džuntaran (mađ. Adony) je gradić u središnjoj Mađarskoj.
Površine je 61,05 km četvornih.

## Ime
Od 1882. do 1902. bio je imena Duna-Adony. Na njemačkom se zove Adam.

## Zemljopisni položaj
Nalazi se u središtu Mađarske, uz rijeku Dunav. U blizini je prirodni rezervat Džankutaran.

## Upravna organizacija
Upravno je sjedište džankutaranske mikroregije u Biloj županiji. Poštanski je broj 2457. Manjinsku samoupravu imaju Nijemci i Srbi.
2004. je stekao status grada.

## Stanovništvo
2001. je godine u Džankutaranu živjelo 3796 stanovnika, od kojih su većina Mađari, 3,3% je Nijemaca, nešto Poljaka, Grka te ostalih.